# Golfo Aranci
Golfo Aranci (sardinski e galurski: Fìgari) je grad i općina (comune) u pokrajini Sassariju u regiji Sardiniji, Italija. Nalazi se na nadmorskoj visini od 19 metara i ima 2 452 stanovnika.
 Prostire se na 37,43 km². Gustoća naseljenosti je 66 st/km².
Susjedne općine su: Olbia.